# Transtorno do espectro da neuropatia auditiva
Transtorno do espectro da neuropatia auditiva ou TENA consiste em uma alteração auditiva no qual o indivíduo apresentaria limiares auditivos elevados, discriminação da fala muito pobre, incompatível com o grau da perda auditiva que apresenta, ausência de reflexos acústicos, ausência ou alteração do Potencial Evocado Auditivo de Tronco Encefálico (PEATE), presença de microfonismo coclear observado no PEATE ou na eletrococleografia e presença de emissões otoacústicas. O quadro clínico no TENA pode variar de pessoa para pessoa podendo dificultar o diagnóstico, nem sempre é o mesmo para todos, dificultando o diagnóstico preciso. O TENA está relacionado à perda auditiva, por afetar a transmissão neural dos sinais auditivos, resultando em dificuldade de compreensão de fala, especialmente em ambientes ruidosos, apesar da presença de limiares auditivos normais ou ligeiramente alterados.